# Галаксия (компьютер)

Слева направо: Йова Регасек (Jova Regasek) и Войя Антонич за сборкой прототипа

Galaksija (серб. Галаксија, рус. Галаксия) — самодельный 8-разрядный домашний компьютер, разработанный журналистом и изобретателем Во́йей А́нтоничем (Воја Антонић, Сербия). Компьютер был описан Деяном Ристановичем в специальном выпуске «Компьютеры в вашем доме» («серб. Računari u vašoj kući») популярного научного журнала «Galaksija», опубликованном в декабре 1983 года в Белграде. Компьютер распространялся в форме комплекта «сделай сам», но его можно было собрать и полностью самостоятельно. Позже компьютер предлагался и в полностью собранном виде.

## История

Обложка спецвыпуска журнала Galaksija, декабрь 1983 года

В начале 1980-х югославские законы препятствовали импорту компьютеров в страну. Кроме того, даже самые дешёвые западные компьютеры того времени стоили несколько месячных зарплат югославского рабочего. По этим причинам, хотя многие и хотели бы иметь домашний компьютер, немногие могли это себе позволить; но когда могли — это был обычно ZX Spectrum либо Commodore 64. Но при этом в стране существовала развитая электронная промышленность, получение электронных компонентов с Запада тоже не было большой проблемой.
По словам самого Войя Антонича, отдыхая в гостинице города Рисан, он изучал документацию на процессор CDP1802 и думал о возможности формирования изображения средствами центрального процессора. Хотя CDP1802 и был для этого слишком примитивным, возможности Zilog Z80 казались для этого вполне достаточными. До возвращения в Белград у Войя уже была концептуальная диаграмма компьютера, процессор которого управляет генерацией изображения. Конечно, такой подход сильно снижал производительность машины, зато значительно упрощал схему и уменьшал стоимость.
Следующим шагом было найти журнал, готовый опубликовать полученную схему. Очевидным выбором был журнал «SAM», публикуемый в Загребе, но учитывая предыдущий негативный опыт сотрудничества, пришлось искать другие варианты. Научно-популярный журнал «Galaksija» казался неподходящим, но оказалось, что его редакция работает над специальным выпуском, посвящённым компьютерам. Войя Антонич предложил автору выпуска, Де́яну Риста́новичу (Dejan Ristanović), опубликовать полные инструкции в духе «сделай сам». Специальный 100-страничный выпуск приложения «Компьютеры в вашем доме» вышел в декабре 1983 года (хотя и был датирован январём 1984-го). По словам самого Деяна Ристановича, тираж в 30 000 экземпляров журнала был раскуплен за несколько недель, и его пришлось дважды допечатывать.
В декабре 1983 года на встрече в редакции журнала высказывались предположения о том, сколько компьютеров будет собрано по этим инструкциям. Говорилось о цифрах от нескольких сотен до тысячи (последнее предположение вызвало смех). Позже оказалось, что реальное количество заказанных комплектов компьютера превысило 8000; число собранных компьютеров могло быть большим за счёт тех, кто не заказывал ни печатные платы, ни прошитые ПЗУ.
Цена набора для сборки в минимальной комплектации (только ПЗУ A, 4 КБ ОЗУ) в 1984 году составляла 45 500 динар.
Компоненты набора для сборки производились и поставлялись из различных источников: MIPRO и Elektronika, совместно с Институтом электроники и вакуумной технологии — поставляли печатные платы и клавиатуры; Mikrotehnika (Грац) — интегральные схемы; Войя Антонич лично прошивал все ПЗУ; сотрудники редакции журнала «Галаксия» готовили печатные материалы и организовывали рассылку заказчикам. Позже институт, ответственный за подготовку школьных учебников и пособий, совместно с Elektronika Inženjering начали массовое производство компьютеров «Galaksija» для поставки в школы.
Хотя «Galaksija» по своим возможностям и не сравним с коммерческими компьютерами того же времени, но он оказал важное локальное влияние. Многие энтузиасты изучали работу компьютеров на этом примере — он оказался хорошим инструментом для изучения и экспериментирования.
Дальнейшее развития линейки продолжилось с появлением 5 функциональных прототипов, однако в связи с их уже моральным и техническим устареванием работы над ними прекратились в 1995 году. Все они были выброшены, однако вскоре в погребе дома Антонича был найден один уцелевший прототип, который был передан в музей науки и техники Белграда.

## Технические характеристики
Характеристики «Galaksija»:
- Центральный процессор: Zilog Z80A на тактовой частоте 3,072 МГц
- Память: из адресуемого пространства в 64 КБ, первые 8 КБ отдаются под ПЗУ, остальные под ОЗУ
  - ПЗУ A: 4 КБ — загрузчик, видеогенератор, Galaksija BASIC[11]
  - ПЗУ B (опционально): 4 КБ — дополнительные команды Galaksija BASIC, ассемблер, монитор
  - ПЗУ знакогенератора: 2 КБ
  - ОЗУ: 2-6 КБ статического ОЗУ в базовой модели, расширяемое до 54 КБ
- Видеорежим: только текстовый, 32 × 16 символов, монохромный
- Псевдографика: 2×3 точки на символ, 64×48 точек всего
- Клавиатура: 54 клавиши
- Звук: отсутствует в первоначальной спецификации, но может быть получен через магнитофонный выход
- Устройство хранения данных: бытовой кассетный магнитофон, скорость записи 280 бит/с
- Интерфейсы:
  - Системный порт: 44 вывода
  - Порт магнитофона — DIN-разъём
  - Видеовыход в формате PAL — DIN-разъём, чёрно-белый видеосигнал
  - Высокочастотный видеовыход — RCA-разъём

## Особенности

### Galaksija BASIC
Galaksija BASIC — это интерпретатор языка BASIC, код которого частично основан на Microsoft Level 1 BASIC. После ряда изменений и улучшений, от оригинала остался только код реализации команд управления и код операций с числами с плавающей запятой.
Интерпретатор использовал 3 специальных символа и 33 зарезервированных слова.
ПЗУ B дополнял язык ещё одним спецсимволом и 22 командами (включая тригонометрические функции).
Интерпретатор BASIC выдавал лишь несколько сообщений об ошибках: WHAT? (синтаксическая ошибка), HOW? (неправильный параметр) и SORRY (не хватило памяти) — это было сделано для экономии памяти ПЗУ. Некоторые стандартные команды BASIC были заменены (BYTE вместо PEEK/POKE, OLD вместо LOAD и др.) — с тем чтобы больше ключевых слов начиналось на разные буквы; интерпретатор позволял сокращать команды, записывая первую букву и точку (например, P. вместо PRINT).

### Знакогенератор

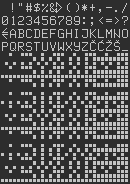
Набор символов компьютера

Набор символов компьютера — несколько модифицированный (локализованный) вариант ASCII:
- Буквы в нижнем регистре отсутствуют
- Коды 91-94 соответствуют символам сербского языка: Č, Ć, Ž и Š. Буква «Đ» отсутствовала и обычно заменялась на «DJ»
- 64 кода использовались для символов псевдографики в виде матрицы 2×3 точки
- Коды символов 64 и 39 использовались в качестве двух половинок логотипа компании Elektronika Inženjering, который изображался перед приглашением «READY»

В ПЗУ знакогенератора каждый символ представлял собой матрицу 8×13 точек.

### Видео

Формирование видео

Компьютер не имел отдельного набора микросхем для формирования видеосигнала, вместо этого большую часть работы по формированию видеосигнала брал на себя центральный процессор, используя отдельный регистр сдвига. В начале 57-й строки полукадра срабатывало прерывание, в ходе обработки которого процессор формировал 208 строк изображения. 512 байт ОЗУ использовалась для хранения символов, составляющих текущий экран. Процессор брал из знакогенератора байт очередной 8-пиксельной строки символа, и передавал его регистру сдвига, который, в свою очередь, побитно отдавал этот байт на видеовыход.
Примерно 2/3 процессорного времени использовалось для формирования изображения, что конечно сильно сказывалось на быстродействии машины. При записи и чтении данных с кассеты видеовыход отключался. В BASIC также была возможность отключать изображение для работы в «быстром» режиме.
Поскольку видеосигнал формировался программно, была возможность взять на себя формирование изображения, и некоторые программы пользовались этой возможностью, например, для вывода символов из собственного знакогенератора. Имея достаточно памяти даже без аппаратных переделок можно было выводить графику более высокого разрешения — до 256×208 пикселей — это требовало 6144 байт под видеопамять.

### Порт магнитофона
Кассетный вход был довольно простым и использовал лишь несколько элементов для контроля уровня входного сигнала. Получаемый в результате 1-битный сигнал подавался на ту же микросхему, что отвечала за клавиатуру, поэтому на программном уровне магнитофонный вход выглядел как последовательность быстрых нажатий/отпусканий клавиши.
Первоначально не предполагалось что компьютер будет выдавать звук, поэтому большинство программ не рассчитывали на это. Однако, выходной порт магнитофона можно было использовать в качестве 1-битного выхода на динамик.

## Galaksija Plus
Galaksija Plus — улучшенная версия компьютера «Galaksija», разработанная Nenad Dunjić и Milan Tadić в 1985 году. Целью было расширить возможности оригинальной машины, сохранив низкую стоимость и простоту сборки.
Отличия Galaksija Plus от Galaksija:
- Вместо статического ОЗУ применено динамическое, объём ОЗУ расширен до 48 КБ
- Скорость чтения/записи на кассету увеличена до 1200 бит/с
- Помимо стандартного текстового режима, добавлен монохромный графический 256 × 208 пикселов
- Звук: 3-канальный, с использованием микросхемы генератора звука AY-3-8912
- Добавлено ПЗУ C — содержит код специфичный для Galaksija Plus, в частности, код для работы графического режима
- Добавлено два параллельных порта ввода-вывода

Компьютер производился в Institute for School Books and Teaching Aids и продавался по цене в 140 000 динар.

## Программное обеспечение

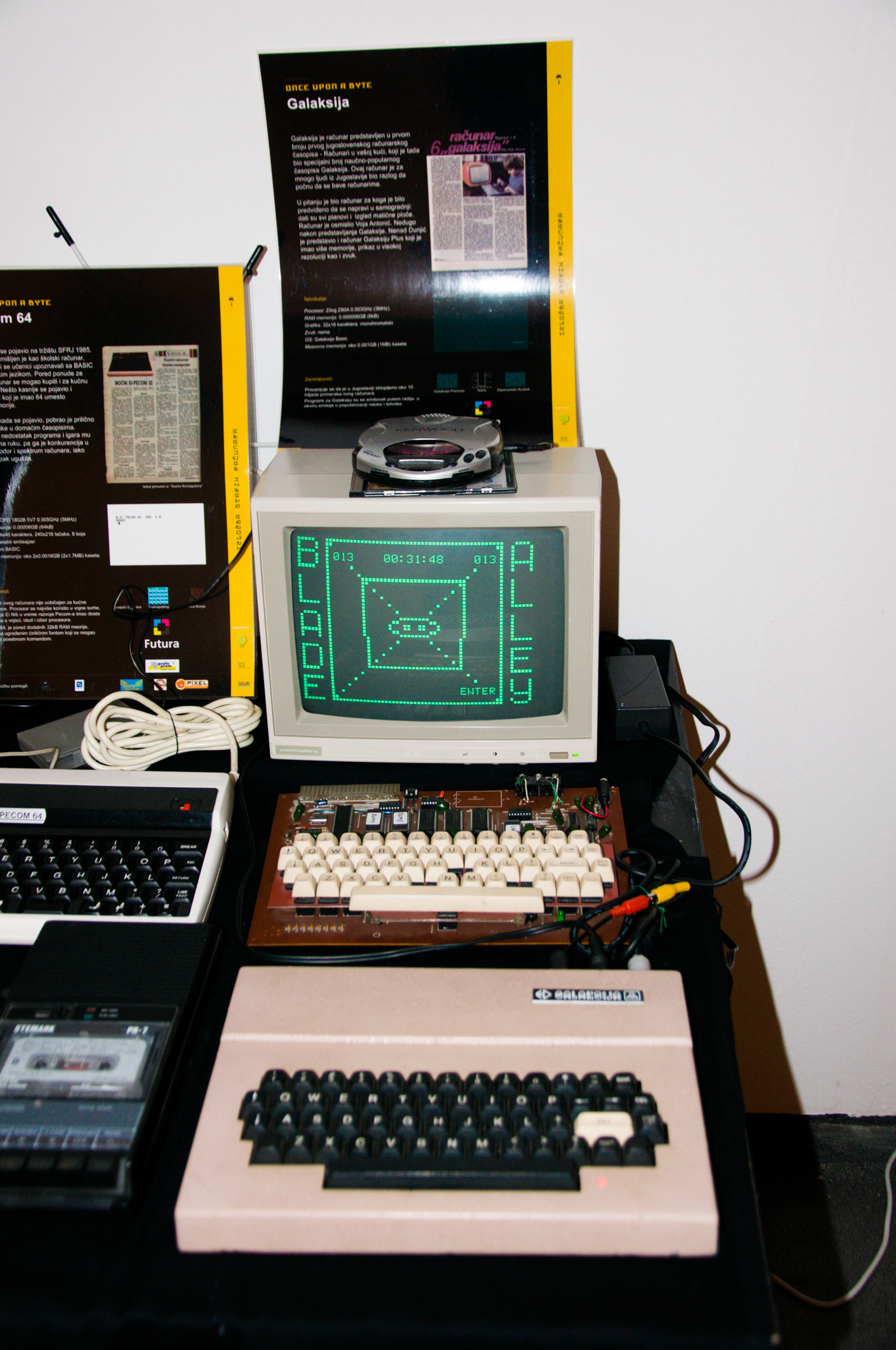
Полностью собранный компьютер на выставке BalCCon2k14 в Нови-Саде

Код прошивок ПЗУ, а также другие программы для компьютера были опубликованы в серии выпусков «Компьютеры в вашем доме» журнала Galaksija, в виде шестнадцатеричных дампов. Помимо этого, программы и статьи о компьютере публиковались в журналах «Svet Kompjutera» и «Moj Mikro».
Пользователи также создавали программы и обменивались ими, всего библиотека программ насчитывает более 100 наименований, большая часть которых — игры.
В середине 1980-х программы для компьютера в течение трёх лет транслировались по «Радио Белград» в популярной программе Зорана Модли «Ventilator 202». Впоследствии это назвали передачей файлов до появления всемирной паутины и «пиратским протоколом доинтернетной эпохи».

## Эмуляция
Существует ряд программных эмуляторов компьютера Galaksija:
- Galaxy Win — эмулятор компьютера под Windows[19]
- Galaxy — эмулятор под DOS[20]
- Мультисистемный эмулятор MAME содержит драйвера galaxy и galaxyp
- Galaksija Emulator для компьютера ZX Spectrum 128K[21]

Также существуют и аппаратные реплики компьютера на более современной элементной базе:
- μGalaksija — «Galaksija» на FPGA[22]